# Calle 15–Prospect Park (línea Culver)
La Calle 15-Prospect Park  es una estación local en la línea Culver del Metro de Nueva York de la división B del Independent Subway System (IND). La estación se encuentra localizada en Windsor Terrace, Brooklyn entre la Calle 15 y Prospect Park West. La estación es servida por los trenes del servicio  y .

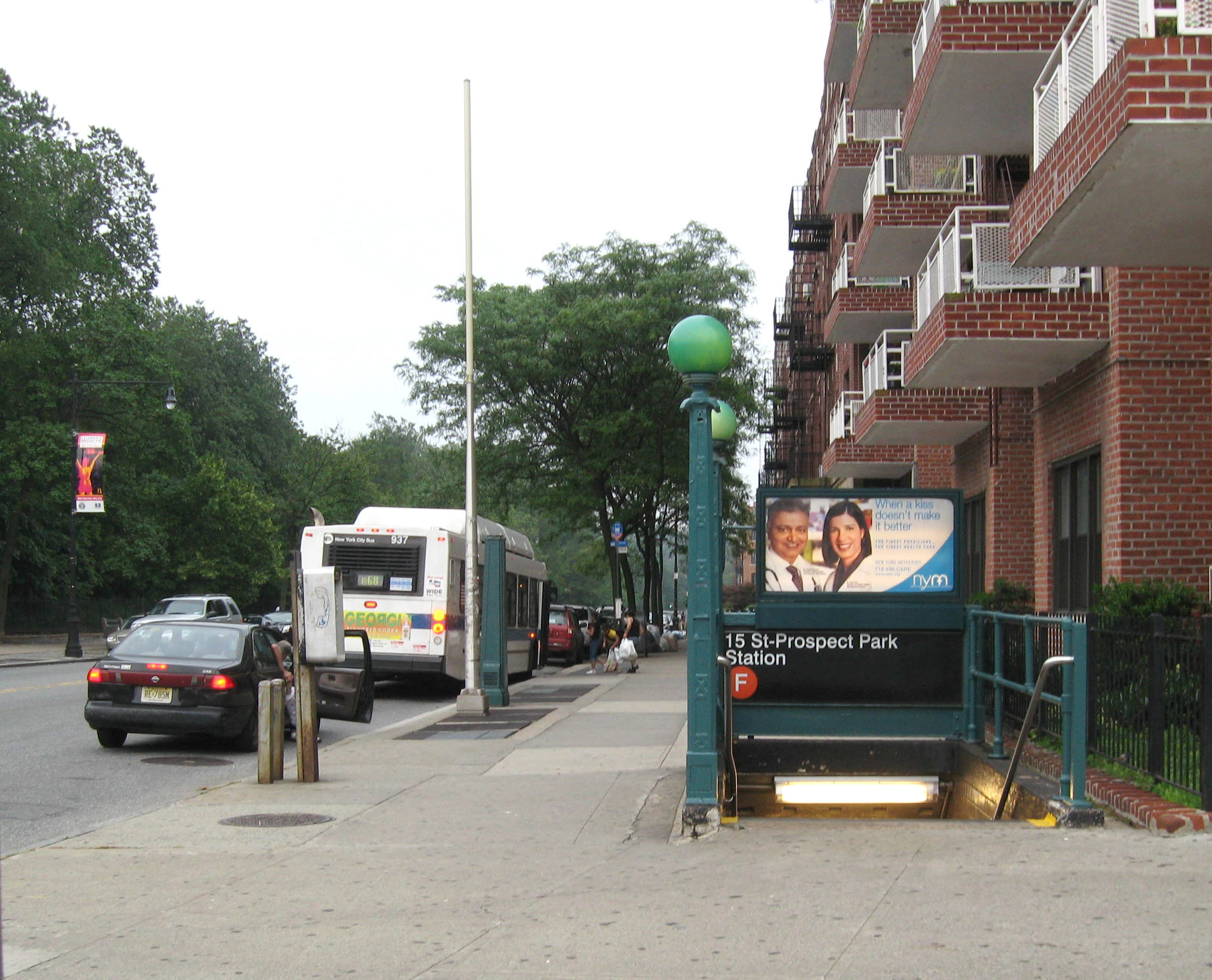
Una de las entradas a la estación.